# Leslie Deniz
Leslie Jean Deniz, ameriška atletinja, * 25. maj 1962, Oakland, ZDA.
Nastopila je na poletnih olimpijskih igrah leta 1984, ko je osvojila srebrno medaljo v metu diska.